# Ingeborg Bronsart von Schellendorf
Ingeborg Bronsart von Schellendorf (née à Saint-Pétersbourg le 24 août 1840, décédée à Munich le 17 juin 1913) est une compositrice et pianiste allemande d'origine finlandaise.

## Biographie
Ingeborg Bronsart von Schellendorf est la fille de Margareta Åkerman et d'Otto Starck. Au moment de sa naissance, ses parents vivaient en Russie, où son père travaillait dans le commerce. Ingeborg Starck a étudié le piano avec Nicolas von Martinoff et Adolph von Henselt et la composition avec Constantin Decker. Elle a complété ses études à Weimar avec Franz Liszt. À Weimar, elle a rencontré puis épousé en 1861 Hans Bronsart von Schellendorff, un autre membre du cercle de Liszt.
Ingeborg Bronsart von Schellendorf a fait des tournées en Europe comme pianiste jusqu'en 1867, lorsque son époux est devenu directeur général du théâtre royal à Hanovre. Elle est cependant restée active en composant. Une grande partie de son œuvre consiste en lieder. Ses plus populaires compositions sont la Kaiser-Wilhelm-Marsch (1871), le Singspiel Jery und Bätely (1873) et l'opéra König Hiarne (1891).

## Œuvres

### Opéras
- Die Göttin von Sais (1867)
- Jery und Bätely (1873, Weimar)
- König Hiarne (1891, Berlin)
- Die Sühne (1909, Dessau)

### Concertos
- Concerto pour Piano et Orchestre en fa mineur (1863)

### Œuvres Orchestrales
- Kaiser-Wilhelm-Marsch (1871)

### Musique de chambre
- Romanze en la mineur pour violon et piano (1873)
- Notturno en la mineur pour violoncelle et piano op 13 (1879)
- Elegie en ut majeur pour violoncelle et piano op 14 (1879)
- Romanze en si bémol majeur pour violoncelle et piano op 15 (1879)
- Phantasie pour violon et piano op 21 (1891)

### Musique pour le piano
- Trois études (1855)
- Nocturne (1855)
- Tarantella (1855)
- Fuge über die Namen Maria und Martha (von Sabinin) (1859)
- Fugues (1859)
- Variationen über Themen von Bach (1859)
- Variations (1859)
- Toccatas (1859)
- Sonata (1859)
- Kaiser Wilhelm March (1871)
- Vier Clavierstücke (1874)
- Drei Phantasie in G-sharp minor op 18 (1891)

### Lieder (sélection)
- Abendlied, op. 16 no 1 (texte : Ernst von Wildenbruch)
- Abschied vom Kaukasus, op. 10 no 2 (texte : Friedrich Martin von Bodenstedt)
- Das Vöglein, op. 10 no 5 (texte : Friedrich Martin von Bodenstedt d'après un auteur anonyme)
- Der Blumenstrauss, op. 16 no 4 (texte : Ernst von Wildenbruch)
- Die helle Sonne leuchtet, op. 8 no 5 (texte : Friedrich Martin von Bodenstedt d'après Mirzə Vazeh)
- Die Loreley (texte : Heinrich Heine)
- Gelb rollt mir zu Füßen, op. 8 no 4 (texte : Friedrich Martin von Bodenstedt d'après Mirzə Vazeh)
- Ich fühle deinen Odem, op. 8 no 6 (texte : Friedrich Martin von Bodenstedt d'après Mirzə Vazeh)
- Ich hab' im Traum geweinet (texte : Heinrich Heine)
- Ich stand in dunkeln Träumen, op. 25 (Drei Lieder) no 3 (texte : Heinrich Heine)
- Im Garten klagt die Nachtigall, op. 8 no 2 (texte : Friedrich Martin von Bodenstedt d'après Mirzə Vazeh)
- Letzte Bitte, op. 16 no 5 (texte : Ernst von Wildenbruch)
- Mir träumte einst ein schöner Traum, op. 10 no 1 (texte : Friedrich Martin von Bodenstedt)
- Nachtigall, o Nachtigall, op. 10 no 4 (texte : Friedrich Martin von Bodenstedt d'après un auteur anonyme)
- Sing, mit Sonnenaufgang singe, op. 10 no 6 (texte : Friedrich Martin von Bodenstedt d'après un auteur anonyme)
- Ständchen, op. 16 no 2 (texte : Ernst von Wildenbruch)
- Wenn der Frühling auf die Berge steigt, op. 8 no 3 (texte : Friedrich Martin von Bodenstedt d'après Mirzə Vazeh)
- Wie lächeln die Augen, op. 10 no 3 (texte : Friedrich Martin von Bodenstedt)
- Zuléikha, op. 8 no 1 (texte : Friedrich Martin von Bodenstedt d'après Mirzə Vazeh)
- Zwei Sträusse, op. 16 no 3 (texte : Ernst von Wildenbruch)